# 俄克拉荷馬領地

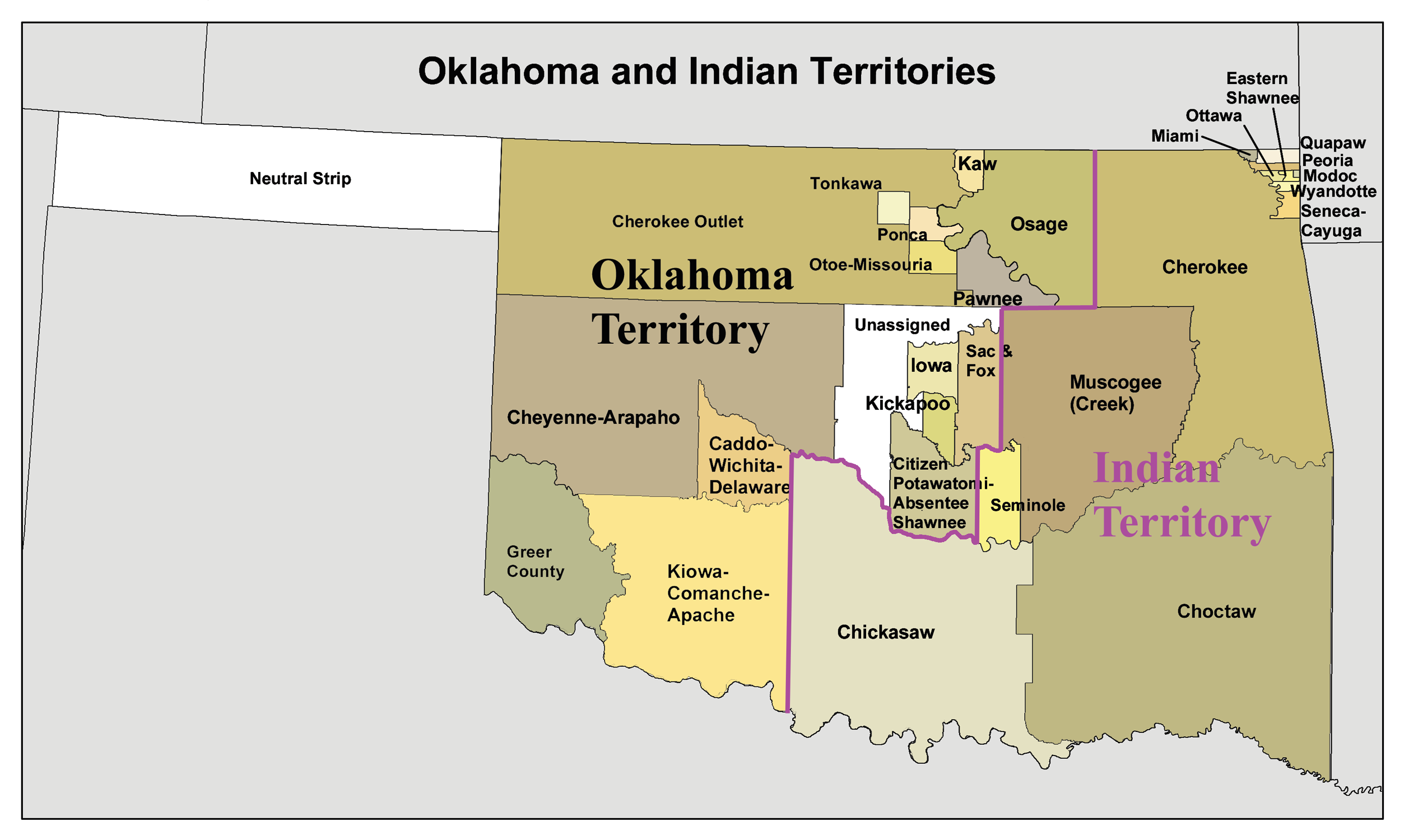
圖中西部是俄克拉荷馬領地

俄克拉荷馬領地（英語：Oklahoma Territory）是美國歷史上的一個合併建制領土，存在於1890年5月2日至1907年11月16日之間，之後和印第安領地合併，升格為俄克拉荷馬州。俄克拉荷馬領地的範圍包括了現在的俄克拉荷馬州西部的大部分地區。